# アッドゥシティ
アッドゥシティ （地方行政コード：シーヌ・S）は、モルディブ最南端の環礁であるアッドゥ環礁で構成されるモルディブの都市。 アッドゥシティはモルディブで２番目に人口の多い都市であり、首都マレとフヴァンムラ以外の「都市」の地位を得る2つの都市のうちの1つ。 アッドゥシティはミードゥ、ヒタドゥ、マラドゥ、フェイドゥ、ガン、そしてフルフドゥの6地域で構成されている。アッドゥ環礁には以上の6島の他に多数の島々が存在するが、それについてはアッドゥ環礁の記事を参照されたい。 

## 歴史

### 先史時代
アッドゥ環礁は国内で最も古くから人類が生活していた環礁の一つであり、ミードゥ島には紀元前2000年に存在した集落の遺跡がある。 
最初の入植者はインドのグジャラート西部とビハールから来たと言われている。 

### イギリス軍の基地

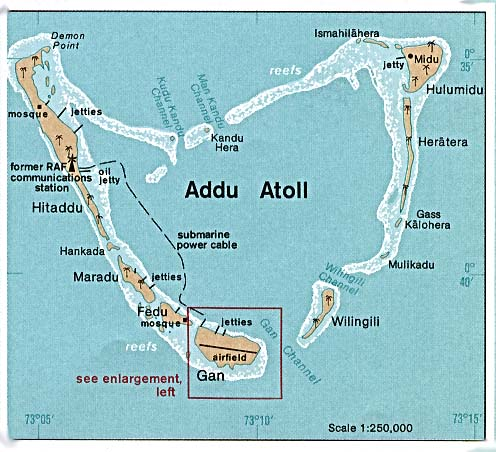
1976年のアッドゥ環礁の地図

第二次世界大戦（大東亜戦争・日中戦争）の戦火がアジアの広範囲に拡大しようとしていた1941年（昭和16年）8月、一隻のイギリス艦船が東洋艦隊秘密基地の建設作業を開始するため、モルディブ諸島アッドゥ環礁に工兵部隊を上陸させた。大英帝国の指導者たちは依然として公式には極東の防衛拠点としてシンガポールを指定していたが、彼らは大日本帝國（現・日本国）の帝國陸海軍が万が一、日中戦争を東南アジアにまで拡大した場合、マラヤ（現・マレーシアおよびブルネイ）、スマトラ、ジャワ（どちらも現・インドネシア）の「マレー防衛線」が帝國陸海軍の大攻勢に耐えきれないのではないかと、既に心配を始めていたのである。 

東洋艦隊は乾ドックや修理施設などの設備のほとんどをシンガポールに保有していた。そして、シンガポール陥落の際、当初はセイロン（現・スリランカ）のトリンコマリーに後退することとなった。しかし、艦隊司令官ジェームズ・サマヴィルはこの港では断固たる攻撃から防御できないのではないかと疑いを抱き、この港は不適切であると判断した。 彼はのちに「ポートT」として知られる別の基地をインド洋に欲するようになった。公然とは述べられていないが、そのような秘密基地は1941年当時日本人ないし大日本帝國と内通していると疑われていた、インド国民軍などの民族主義・独立主義組織の詮索の目からも安全であった。 
シーヌ環礁という名でも知られているアッドゥ環礁はモルディブ最南端の環礁であり、深いラグーンを囲んだいくつかの大きな島で構成されている。 ラグーンへ接続する海峡はいくつかあるが、そのうちの最良のものは環礁の南端に位置していた。そこで、イギリス海軍は飛行場用地として環礁最南端の島ガン島を選び、艦隊航空隊（FAA）用に３本の滑走路の建設を開始した。 これはのちの1957年にイギリス空軍に移管され、「ガン航空基地」として1971年まで断続的に使用された。 ガン島のFAA飛行場は設計上はイギリスのすべての航空機を扱うことができたが、滑走路が短いために大型の爆撃機がしばしば着陸に失敗した。 
工兵部隊が島内のジャングルを切り開いて飛行場の準備をしている間、飛行艇のカタリナとサンダーランドはガン島北岸の桟橋から任務を行っていた。 飛行場の最重要施設は、環礁の西端のガン島とヒタドゥ島に建てられた大型の石油貯蔵施設だった。この施設は洋上の遠くからでも見ることができたが、これは高所の無い環礁では避けられないことだった。  
東洋艦隊の第一沿岸防衛連隊は環礁内に存在する主要な６島全てに駐屯軍を配置し、対空砲・対艦砲を配置した。さらに防衛を容易にするために、戦略的に重要な環礁西端の島々に軽便鉄道が敷設された。しかし、この鉄道は戦争末期になるまで供用されなかった。また、ガン海峡を除く全ての海峡は対潜水艦ネットによって常時封鎖されていた。 
環礁内に駐留する軍艦へ補給するため、同じく英連邦国家であるオーストラリアのシドニーから缶詰、数トンのアメリカ製タバコ、そして5,200ガロンのラム酒が積まれた2隻の冷蔵庫船が派遣されていた。この船の乗組員は中国人とオーストラリア市民によって構成されており、積み下ろし作業は現地住民であるモルディブ人を雇って行われていた。 
アッドゥ環礁は今でこそ主要な観光地であるが、1942年当時は兵員にひどく嫌われていた。守備隊の士気は他と比べても非常に低く、また乗組員はそれを困難な場所と考えていた。 赤道から40マイルしか離れていないガン島は高温多湿であり、また現地の女性は立ち入りが禁止されていて娯楽施設もなかったからである。       
1942年（昭和17年）4月のインド洋での空母襲撃の間でさえも、帝國海軍は東南アジアでの拡大の計画が無駄になるまで基地の存在を知らなかった。 対戦の後半、潜水艦の偵察任務がこの基地の重要性を確立した。 1944年3月、ラグーンへの開口部が対潜水艦網によって恒久的に閉鎖されているにもかかわらず、ドイツ潜水艦U-183はタンカーのブリティッシュ・ロイヤルティを魚雷攻撃した。それは反魚雷網の隙間を通して環礁の外から行われた効果的な長距離攻撃だった。これによりタンカーは大被害を受けたが、沈没するには至らなかった。このタンカーは修理されはしなかったが、戦時運輸省によって石油貯蔵船として使用された。この攻撃によって、ラグーンに深刻な石油汚染が発生し、イギリス軍が清掃に当たった。戦後、1946年1月5日にこのタンカーはラグーン内のヒタドゥー島付近で自沈処理された。その後数年間は石油が漏れ出していたが、のちにこの沈没場所は有名なダイブスポットとなり、海洋生物の楽園となった。

### スバディバ連合共和国

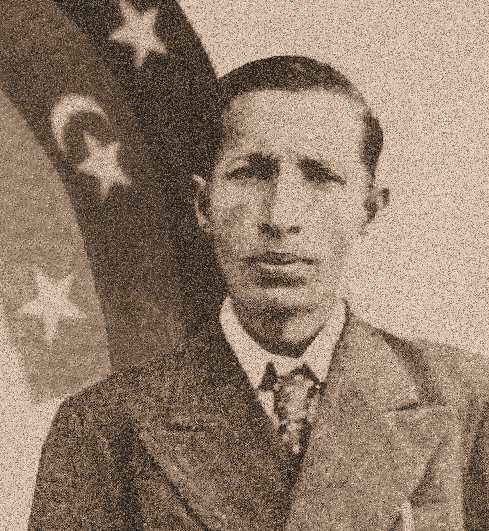
アブドゥラ・アフィフ 、スバドゥバ共和国（1959年 - 1963年）の指導者

スバディバ連合共和国（ディベヒ語：އެކުވެރިސުވާދީބުޖުމްހޫރިއްޔާ）別名スバディバ諸島はモルディブに存在したアッドゥ環礁、フバドゥ環礁、そしてフヴァンムラから構成される短命の国家である。 
国名の由来はモルディブの3つの最南端の環礁の古代の名前だった。 スバディバ（ディベヒ語：ސުވާދީބު）はフバドゥ環礁のかつての名前に由来している。 
スバディバ分離独立運動は近代国家として出現したモルディブの闘争の文脈の中で起こったが、それでも封建的で独裁的な権力構造によって束縛されていた。 主張された原因は、マレ政府の中央集権的政策と、インドとセイロンの近隣諸国の最近の独立であった。当時、モルディブはイギリスの保護領であり続けていましたが、スバディバ諸島は1959年1月3日に独立を宣言した。しかし4年後の1963年9月23日、この国はモルディブに降伏し、統合された。 

### アッドゥ市

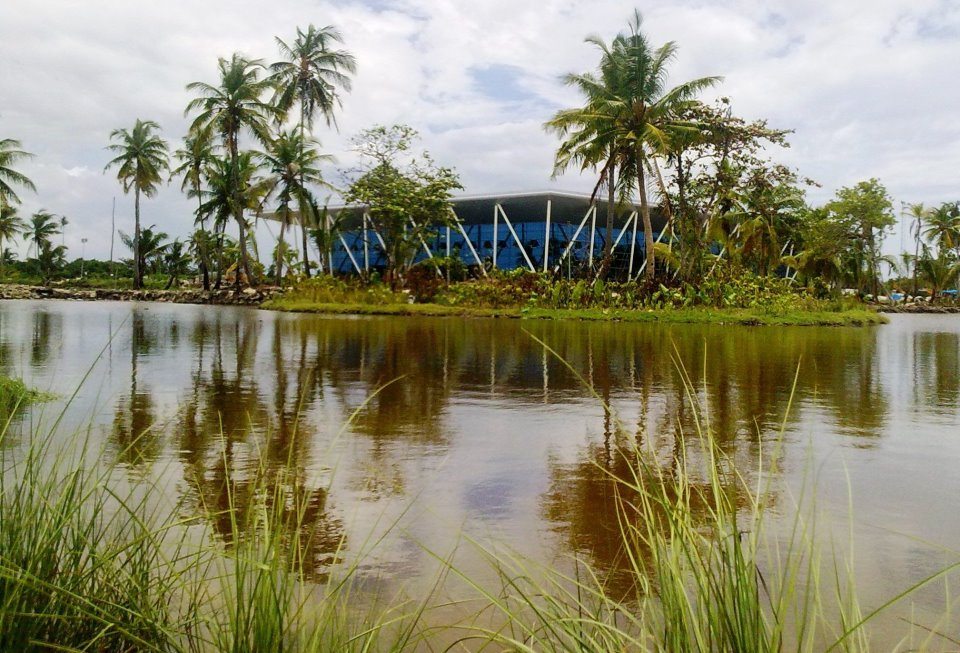
2011年Addu赤道コンベンションセンター

大統領府での記者会見で、モハメド・ナシード大統領は主要野党のモルディブ人民党との公式協議の結果、住民投票の結果に基づいて共同で地方分権法の改正を提案し、 2017年10月にそれが認められた。記者会見の中では、アッドゥ市が環境局の管轄から離れ、地方議会を設置することや、行政区がヒタドゥ、マラドゥ、フェイドゥ、マラドゥ、フルフドゥ、ミードゥの６つに分けられることが発表された。         
市の最初の市長は、2011年2月に3年間の任期で選出され、2014年2月にさらに3年間の任期で再選されたアブドゥラ・ソディクである。 

## 行政区域
- ヒタドゥ地区　　　人口：15,146人
- マラドゥ地区　　　人口：5,203人
- フェイドゥー地区　人口：6,502人
- フルメドゥ地区　　人口：6,492人

アッドゥ市合計　　　　：人口：32,062人  

ヒタドゥ地区はアッドゥ市の主要行政区で、多くの行政機関がこの地区に位置している。この地区は環礁の西端に位置しており、地区名と島名が一致している。また、人口においても最大の地区である。 

## 衛生
政府が管轄するヒタドゥ地域病院は、モルディブ南部で唯一三次医療を提供する病院であり、24時間医療を提供している。健康センターも同じ島に位置しており、こちらでは基本的な医療と救急業務を行なっている。 
眼科などの私立病院もヒタドゥ地区に支部を設置するようになった。 

## 言語
この環礁で話されている方言（アッドゥ方言）は、他の地域で話されているディベヒ語とは大きく異なっている。一方で、フアムラク地方の方言（ムラク方言）とは親和性がある。 
伝統的に、モルディブ南部に位置する３つの環礁で教育を受けた人たちは共通語としてアッドゥ方言を使用する。アッドゥ方言はモルディブ南部において最も有名で広く知れ渡っている方言である。 
一方で、スバディバ連合共和国の分離独立主義者たちは公式文書にマレ方言を使用していた。 

## 文化
アッドゥ環礁にはモルディブ最古の居住地が存在しており、その文化や言語は他のモルディブの地方と異なっている。 
それは強い社会的区分と強い封建的システムによって定義されていた。 伝統的に、上流階級（ドン・シーディ、ディディと呼ばれる）の人々はスルタンと彼の王室の親しい友人や親戚であった。しかし、その中でさえ顕著な違いが見られた。 20世紀に入っても、歴史学者のH・C・P・ベルによると「マニクの女性と結婚したディディは自分のランクに昇格したが、マニクの父親とディディの母親の子供たちは、厳密に言えば、ディディを名乗る権利を与えられない」ということが起きていた。 
かつては自分より下の階級の人と食事をすることは許されていなかったが、現在はこのような階級差別は受け入れられていない。 
スルタン時代には、貸している島の数や保有しているボートの数もまた社会的地位を維持するために重要だった。ボートの貸主が半日の漁獲量の五分の一で船長（ケヨルフ）を雇っていた。そして、残りは漁師たちに平等に分けられた。ボートを作る人たち（マーヴァディ・メーハー）は職人として尊敬されていた。また、ハキームと呼ばれる医療者たちも同様の地位にいた。鍛冶屋、宝石細工職人などの技能職も非常に尊敬されていた。社会において底辺にいたのはラーベリアと呼ばれる酒造業者たちで、彼らはココナッツを育ててシロップやヤシ酒を製造していた。 
厳しい社会階層による分業制は島の生活様式だけではなく、イスラムの伝統も反映している。 
モルディブの急速な経済成長と教育の発展は、伝統的な階級制度を完全に一掃した。

## 観光
アッドゥ市はモルディブ第二の都市であり、伝統的にモルディブ人にとっての最高の観光地であった。アッドゥ環礁の人々は独立心が強く、一時は共和国から離脱しようとした。 
アッドゥ環礁の観光業は発展を始めたのが遅かったが、リゾート建設に伴ってガン航空基地が空港へと改装されガン国際空港となり、現在はモルディビアン航空とフライムがマレにあるイブラヒム・ナシル国際空港と繋いでいる。